# Нимания
Нимания (лат. Nymania) — монотипный род деревянистых растений семейства Мелиевые (Meliaceae). Единственный вид — Нимания капская (Nymania capensis).

## Название
При первоописании растения, Карл Петер Тунберг назвал его в честь шотландского ботаника Уильяма Айтона как Aitonia, но такое название оказалось младшим омонимом (согласно статье 53.3 МКБН, из-за сходства с названием печёночного мха Aytonia J.R.Forst. & G.Forst. (1775), nom. rej.), поэтому это название было изменено на Nymania в честь шведского ботаника Карла Фредрика Нюмана

## Ботаническое описание
Вечнозелёный кустарник. Листья простые, линейные, блестящие, собраны в пучки. Цветки красные. Плод — жёлтая ягода.

## Хозяйственное значение и применение
Может быть использован в качестве декоративного оранжерейного растения.

## Синонимика
Рода
- Aitonia Thunb. (1776), nom. illeg. — Аитония
- Aytonia L.f. (1782), nom. illeg., orth. var.

Вида
- Aitonia capensis Thunb.
- Carruthia capensis (Thunb.) Kuntze